# Dicranum leucobasis
Dicranum leucobasis är en bladmossart som beskrevs av C. Müller och Kindberg in Macoun 1892. Dicranum leucobasis ingår i släktet kvastmossor, och familjen Dicranaceae. Inga underarter finns listade i Catalogue of Life.